# FK BASK
Der FK BASK (vollständiger offizieller Name auf Serbisch: Фудбалски клуб БАСК (Београдски академски спортски клуб), Fudbalski klub BASK (Beogradski akademski sportski klub) – BASK steht für Belgrader akademischer Sportklub), gewöhnlich BASK, auch bekannt als Sokolovi („Die Falken“), ist ein serbischer Fußballklub aus Careva ćuprija, einem Stadtviertel im Belgrader Stadtbezirk Čukarica. Der Club spielt zurzeit in der Srpska liga Beograd, der dritthöchsten Spielklasse des Landes. Der 1903 gegründete Verein ist der zweitälteste noch existierende Fußballverein Serbiens.

## Geschichte
1891 wurde auf Initiative der Studenten Andra Nikolić und Hugo Buli ein Gymnastikverein namens Soko („Der Falke“) in der Hauptstadt Belgrad gegründet, womit man den Weg zur späteren Gründung der ersten Fußballabteilung eines Sportvereins in der Region ebnete. Der Fußballsport kam im Frühjahr 1896 vom Deutschen Kaiserreich aus ins Königreich Serbien (1878–1918), als Buli den ersten Fußball aus Berlin in Hauptstadt mitbrachte. Er zeigte das Sportgerät seinen Freunden des Gymnastikvereins Soko und gründete am 12. Mai 1896 dessen Fußballabteilung.
Obwohl erst Jahre später daraus die Gründung des Fußballklubs SK Soko hervorging, gilt die Fußballabteilung innerhalb des Sportvereins Soko aus dem Jahr 1896 als erster Fußballformation auf dem Gebiet Südosteuropas. Sieben Jahre später, genauer am 18. April 1903, entwickelte sich daraus der SK Soko, der später in FK BASK umbenannt werden sollte. Dieser gehörte bis 1917 zu den führenden Clubs im Lande. 1918 nahm der Verein als Soko Pro Roma an der Süditalienischen Meisterschaft teil und konnte diese gewinnen. Danach spielte man wieder im Ligasystem des Königreich der Serben, Kroaten und Slowenen (1918–1928) und des Königreich Jugoslawien (1929–1941).
Zur Fußballweltmeisterschaft 1930 in Uruguay entsandte der SK Soko den Torwart Milovan Jakšić, der sich mit guten Leistungen den Namen El grande Milovan (spanisch für „Der große Milovan“) verdiente, sowie den Kapitän der jugoslawischen Nationalmannschaft, den Abwehrspieler Milutin Ivković. Jugoslawien schied damals gegen den späteren Weltmeister Uruguay im Halbfinale aus. 1933 folgte die Umbenennung in FK BASK. Ab dem Zweiten Weltkrieg (1939–1945) begann der Niedergang des Vereins. Ab dieser Periode spielte man bis 1953 unter dem Namen FK Senjak. Nach dem Zweiten Weltkrieg nahm man an den niederen Wettbewerben des Sozialistischen Jugoslawien (1945–1992) teil. Diese verbesserte ich zu den Zeiten der Bundesrepublik Jugoslawien (1992–2003) und von Serbien und Montenegro (2003–2006).
2005 wurde die zweite Liga des Landes in zwei Gruppen geteilt. Von nun an nahm BASK an der serbischen Prva liga teil, die auch ab der Unabhängigkeit Serbiens 2006 die zweithöchsten Spielklasse des Landes bleiben sollte. Dort spielte der Club bis 2007, wurde dann wieder drittklassig bis 2010 und schaffte den Durchmarsch zur Erstklassigkeit binnen eines Jahres. 2011 schaffte der Verein nach dem ersten Platz in der Prva liga erstmals den Aufstieg in die Super liga, jedoch wurde BASK aufgrund finanzieller Probleme bzw. nichterfüllter finanzieller Voraussetzungen der Klassensprung verwehrt, wodurch der FK Novi Pazar seinen Platz in der höchsten Spielklasse des serbischen Fußball einnahm durfte, während der BASK den Gang in die drittklassige Srpska liga Beograd antreten musste.

## Stadion
Das Stadion Careva ćuprija („Stadion Kaisers-Brücke“) ist ein „reines“ Fußballstadion und Heimstätte des Clubs, dessen Kapazität 3.020 Sitzplätze beträgt. Das Stadion wurde 2011 für über 300.000 Euro renoviert. Das erste Spiel nach der Renovierung fand am 12. März 2011 statt. Es war zugleich Eröffnungs- und Ligaspiel. Die Begegnung des 18. Spieltags der Prva liga, der zweithöchsten Spielklasse des Landes, zwischen dem FK BASK und FK Bežanija, das torlos unentschieden endete, war das erste in Serbien offiziell ausgetragene professionelle Fußballspiel auf Kunstrasen.

## Ehemalige bedeutende Spieler
- Milan Biševac 2001–2003
- Milovan Jakšić 1930–1939
- Milutin Ivković 1929–1934